# Лаусніц (Саксонія)
Лаусніц (нім. Laußnitz, в.-луж. Łužnica) — громада в Німеччині, розташована в землі Саксонія. Входить до складу району Бауцен. Складова частина об'єднання громад Кенігсбрюк.
Площа — 63,74 км2. Населення становить 1837 ос. (станом на 31 грудня 2020).